# Aristea biflora
Aristea biflora là một loài thực vật có hoa trong họ Diên vĩ. Loài này được Weim. miêu tả khoa học đầu tiên năm 1940.